# II. Nefaarud
II. Nefaarud, görögösen Nepheritész (? – Kr. e. 380 után) az egyiptomi XXIX. dinasztia ötödik és egyben utolsó fáraója Kr. e. 380-ban.
Édesapját, Hakóriszt követte a trónon. Rövid idejű uralkodás után trónfosztották.